# Super Mario Bros. 35
Super Mario Bros. 35 é um jogo eletrônico de plataforma e battle royale multijogador online desenvolvido pela Arika e publicado pela Nintendo para o Nintendo Switch em 1 de outubro de 2020. O jogo foi criado para comemorar o 35º aniversário do lançamento de Super Mario Bros. e lançado como um download gratuito para membros do serviço Nintendo Switch Online, permanecendo jogável até 31 de março de 2021. O jogo apresenta fases clássicas de Super Mario Bros., com 35 jogadores competindo em tempo real no formato battle royale. Os inimigos que os jogadores eliminam são enviados para outros oponentes usando uma das quatro opções de mira. O jogo tem uma roleta de itens para gastar moedas e receber power-ups e um cronômetro geral que pode ser estendido derrotando inimigos e superando níveis.
Em geral, o jogo teve recepção mista. Críticos elogiaram o conceito único do jogo de combinar Super Mario Bros. com a jogabilidade battle royale, enquanto criticavam a repetição e simplicidade do jogo.

## Recepção
Super Mario Bros. 35 recebeu "críticas mistas ou médias", de acordo com o agregador de críticas Metacritic. O site calculou uma classificação normalizada de 74/100 com base em 26 avaliações.